# Grandchamp (Yonne)
Grandchamp ist eine Commune déléguée in der französischen Gemeinde Charny Orée de Puisaye mit 322 Einwohnern (Stand: 1. Januar 2022) im Département Yonne in der Region Bourgogne-Franche-Comté.
Von 1996 bis 2014 gehörte Grandchamp zur Communauté de communes de la Région de Charny.
Grandchamp wurde am 1. Januar 2016 mit 13 weiteren Gemeinden, namentlich Chambeugle, Charny, Chêne-Arnoult, Chevillon, Dicy, Fontenouilles, Malicorne, Marchais-Beton, Perreux, Prunoy, Saint-Denis-sur-Ouanne, Saint-Martin-sur-Ouanne, Villefranche zur Commune nouvelle Charny Orée de Puisaye zusammengeschlossen. Die Gemeinde Grandchamp gehörte zum Arrondissement Auxerre und zum Kanton Charny.

## Geographie
Grandchamp liegt etwa 38 Kilometer westnordwestlich von Auxerre an der Ouanne.

## Bevölkerungsentwicklung
| Jahr                      | 1962 | 1968 | 1975 | 1982 | 1990 | 1999 | 2006 | 2013 |
| Einwohner                 | 569  | 495  | 422  | 402  | 381  | 360  | 363  | 367  |
| Quelle: Cassini und INSEE |      |      |      |      |      |      |      |      |

## Sehenswürdigkeiten
- Kirche Saint-Martin
- Schloss Grandchamp aus dem 17. Jahrhundert, Monument historique

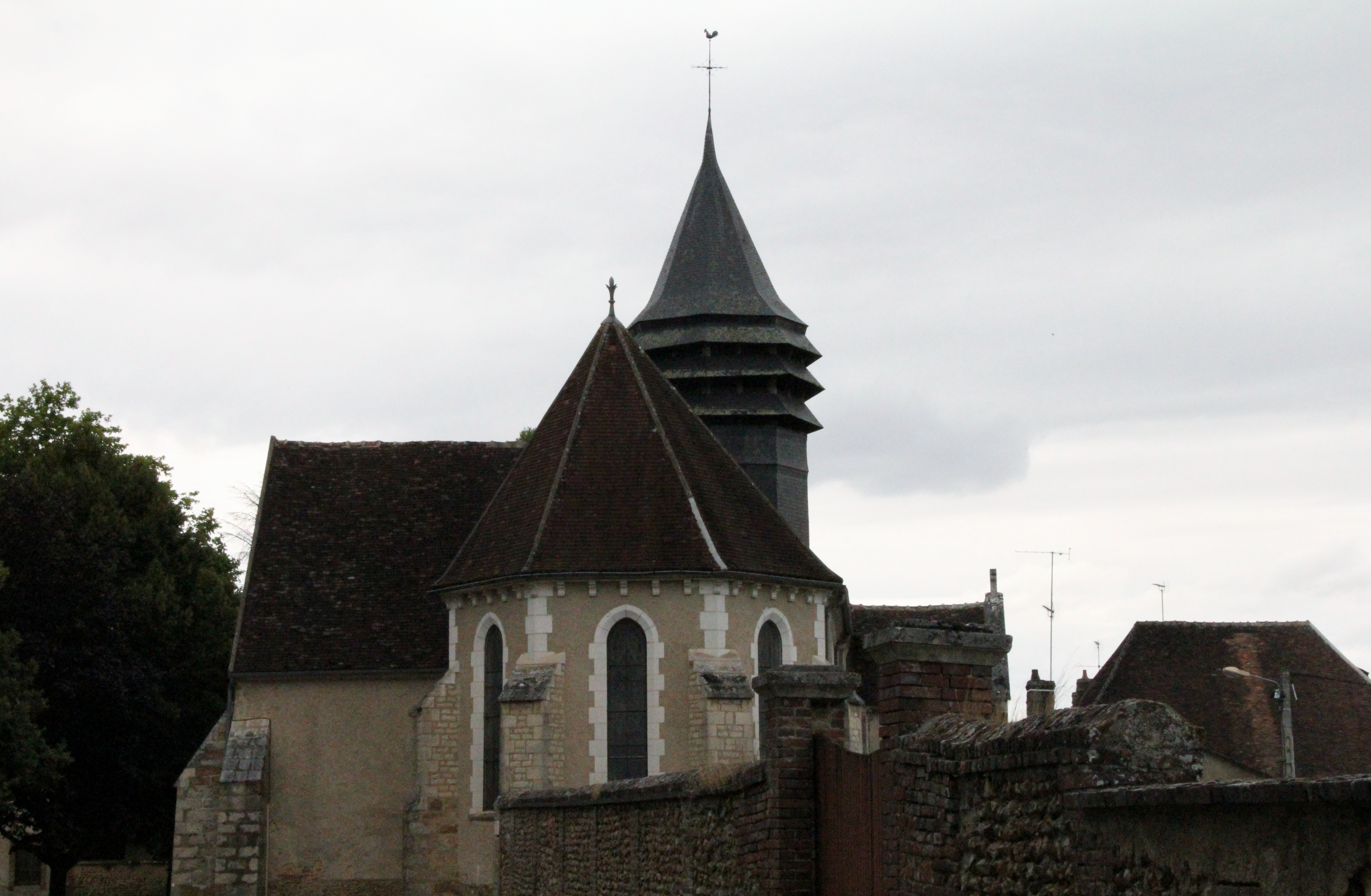
Kirche Saint-Martin
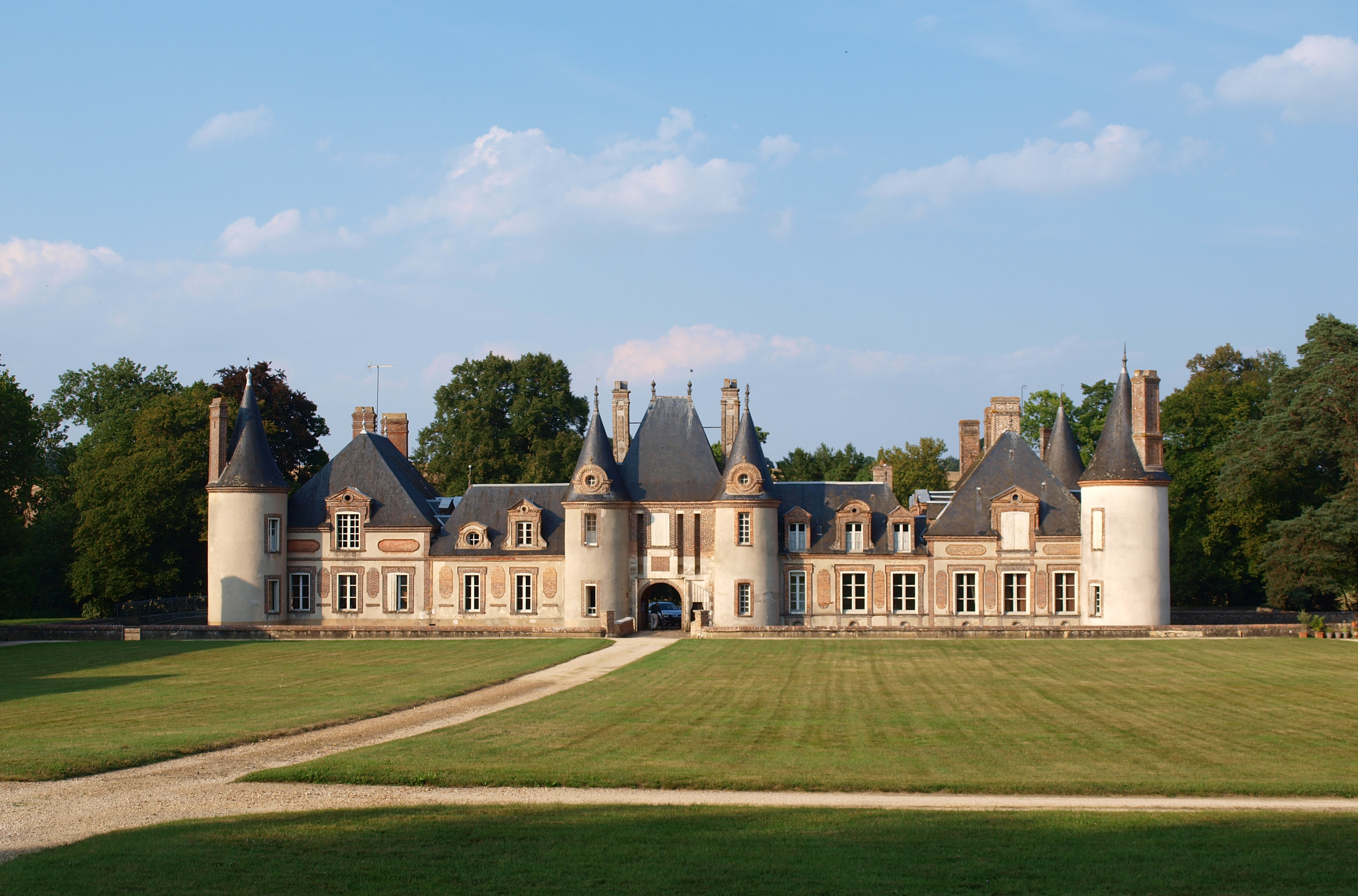
Schloss Grandchamp